# Бобровка (Самарская область)
Бобро́вка — село в Кинельском районе Самарской области. На правом берегу реки Самара. Административный центр сельского поселения Бобровка.

## География
Село расположено на правом берегу реки Самара. Основано отставными солдатами Алексеевской крепости на берегу озера (старицы) с бобровыми угодьями. Название получило по озеру и реке, богатым бобровой живностью.
На северо-востоке от села расположен военный посёлок Октябрьский с аэродромом. Севернее дачи "Флора" и город Кинель. Южнее и западнее - леса и старицы реки Самара.

## История
В 1736 году на берегу озера Бобровое по приказу императрицы Анны Иоанновны отставные солдаты Алексеевской Крепости основали село, получившее название Бобровка.
С 1928 года, после объединения сельских волостей и образования Кинельского района, развитие Бобровской волости шло в новом ключе. К тому времени уже был организован волостной совет и исполком, которым руководил М. Баранов. С 1925 года в селе открыли избу-читальню, работал детский дом «Путеводная звезда», где воспитывались десятки беспризорных детишек. В трудный период коллективизации на территории Бобровской волости появилось несколько коммун и коллективных артелей: «Лебедь», «Труд», «Полярная звезда», «Красный октябрь», «Красный лещ», «Клим Ворошилов» и другие, работавшие в различных направлениях — животноводстве, зерноводстве, рыбоводстве.
В 1930-х годах на юго-восточной окраине села появился военный, который в годы Великой Отечественной войны являлся одним из аэродромов 1-й запасной авиабригады ВВС РККА.
В дни Великой Отечественной войны из Бобровского сельского совета на фронт ушли более 400 человек. В их числе был уроженец села Леонид Лизунов, военный летчик первого класса, совершивший 156 боевых вылетов и закончивший войну командиром авиаполка истребителей и бомбардировщиков в звании гвардии полковника. По окончании войны за боевые заслуги Леонид Иванович Лизунов был удостоен звания Героя Советского Союза.
В 1969 году в селе был открыт памятник жителям Бобровки, погибшим во время Великой Отечественной войны 1941—1945 годах.
В послевоенное время село активно благоустраивалось. В 1947 году оно было полностью электрифицировано. В 1959 произошло слияние трех коллективных хозяйств, результатом которого стало образование колхоза имени Кирова. В августе 1961 года местная изба-читальня была преобразована в Бобровскую сельскую библиотеку, перейдя в здание бывшего барского дома — памятника исторической культуры конца XIX века.
1 сентября 1981 года было открыто новое двухэтажное здание школы, где сегодня занимается 100 человек. Детский сад «Василек» посещают 54 ребёнка.
В 2000 году аэродром Бобровка был передан Самарскому областному аэроклубу РОСТО, который организовал на нём авиашоу, ежегодно проводимое в августе.
В 2006 году в рамках национального проекта «Здоровье» в поселении построено современное здание офиса, в котором ведёт приём больных врач общей практики.
В 2009 году Геральдический совет при Президенте Российской Федерации зарегистрировал официальные символы сельского поселения Бобровка — герб и флаг.

## Население
| 2010 |
| ---- |
| 1842 |

## Транспорт
Рядом с селом проходит дорога 36К238, а по её периметру стоят автосервисы, кафе, магазин и завод Волгаагромаш. Она же и соединяет Кинель, Бобровку и прилегающие территории.
Из Кинеля в село ходит 149 автобус по маршруту Кинель — Бобровка — Октябрьский — Кинель, ходит по расписанию.

## Внутреннее деление
У села, как и у многих сёл нет районов. Да и самые местные никак не называют части села.
Но можно визуально поделить село с особенностями на Север, Центр, Юг, и улицы немного оторванные от поселения.
У всех этих мест почти нет разницы во внешнем виде. Но есть пару, например:
Юг в основном застроен особняками и коттеджами. 
Север имеет большое количество разветлений улиц. 
В Центре больше общественных объектов, как: площадь, администрация, школа, площадка, больше магазинов, чем в остальном селе.